# Радовна (Горє)
Радовна (словен. Radovna) — поселення в общині Горє, Горенський регіон, Словенія. Висота над рівнем моря: 691,8 м.